# Jimmy Walker (politicus)

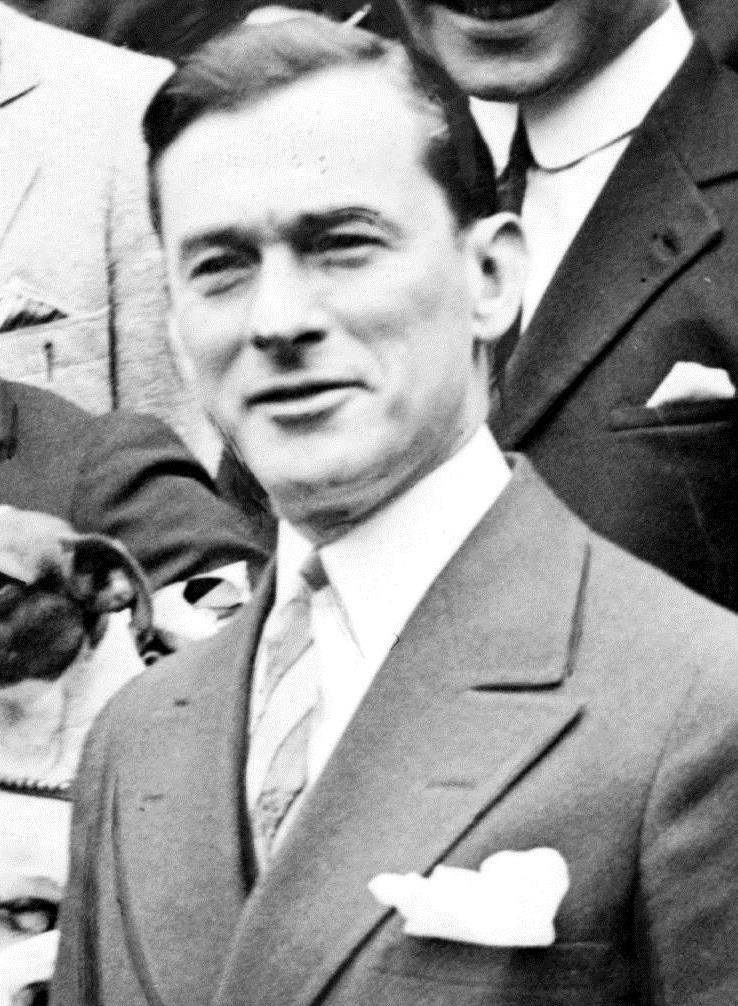
Jimmy Walker

James John "Jimmy" Walker (New York, 19 juni 1881 – aldaar, 18 november 1946) was een politicus voor de Democratische Partij en de 97e burgemeester van New York en de achtste sinds de fusie van de vijf boroughs, en dit van 1926 tot 1932.
Jimmy Walker, ook gekend als Beau James, groeide op in Greenwich Village waar ook zijn vader, van Ierse origine, actief was in de politiek. Jimmy was een liberale Democraat en werd door Tammany Hall naar voor geschoven bij de burgemeestersverkiezingen van 1925 waar hij de democratische voorverkiezingen won van toenmalig burgemeester John F. Hylan. Walker was tegen de Prohibition en werd bekend als een fixer, die het niet altijd te nauw nam met regelgeving. Hij was een notoir bezoeker van speakeasies en onderhield goede contacten met bardames wat hem een imago van bon vivant opleverde die ook electoraal waarde had. Hij kreeg ook de steun van de gouverneur van New York, Al Smith omdat Walker veel sociale en culturele kwesties steunde die politiek belangrijk werden geacht, zoals de wetgeving inzake sociale zekerheid, legalisering van het boksen, intrekking van de 'Blue Laws' of 'Sunday Laws', regelgeving met een religieuze achtergrond tegen het inrichten van activiteiten op zondag, waaronder baseball wedstrijden, een sterke veroordeling van de Ku Klux Klan, en vooral hun wederzijdse oppositie tegen de Prohibition. Om toch ook de stemmen van de meer orthodoxe kiezers en middenklasse niet te verliezen, verklaarde Walker zich akkoord zijn publieke optredens in speakeasies stop te zetten en zette hij zijn uitgaansleven voort in de private omgeving van een appartement ter beschikking gesteld door Tammany Hall.
Na zijn verkiezing nam Walker heel wat initiatieven die de stad deed groeien en bloeien. Hij richtte het New York City Department of Sanitation op voor onder meer een betere afvalverwerking, verbeterde de werking van de publieke ziekenhuizen, werkte aan de kwaliteit van parken en speeltuinen, en stuurde de New York City Board of Transportation bij de verdere realisatie van een plan dat al door zijn voorganger was opgestart om de metro van New York verder uit te bouwen met het Independent Subway System, een stadsbedrijf dat naast de twee private vervoerders lijnen opstartte en uitbaatte.
In New York bestreed hij de Prohibition, en vocht het Eighteenth Amendment to the United States Constitution dat hieromtrent handelde aan. Hij ontsloeg de te actieve New York City Police Commissioner en stelde een onervaren vervanger aan die als een van zijn eerste daden de Special Service Squad die de strijd tegen speakeasies voerde, ontmantelde. Hij werd in 1929 met groot overwicht herverkozen.
De beurskrach van 1929 was evenwel ook voor Walker rampzalig. Kardinaal Patrick Joseph Hayes, aartsbisschop van New York, ging zo ver zelfs de beurskrach toe te schrijven aan het liederlijk gedrag van de burgemeester en het hierdoor ontstane morele en politieke verval. Tammany Hall zag zich genoodzaakt hun steun voor Walker in te trekken. De sociale onrust na de beurskrach leidde er ook toe dat er onderzoeken naar corruptie werden opgestart tegen zijn administratie, die gegeven zijn fixersreputatie al snel zouden leiden tot enkele financiële schandalen.
Franklin Delano Roosevelt, in de periode direct voorafgaand aan zijn presidentschap, de gouverneur van New York greep in en dwong Walker tot ontslag op 1 september 1932. Walker vertrok met Betty Compton, zijn tweede echtgenote en een barmeisje en actrice, op een grote Europese reis en verbleef in het buitenland tot het gevaar van criminele vervolging was geweken. Hij werd actief in de muziekindustrie en werd zaakvoerder van Majestic Records die populaire artiesten als Louis Prima en Bud Freeman onder contract kreeg.
Zijn ondersteuning bij het legaliseren van bokswedstrijden leverden hem alsnog een plaats op in de International Boxing Hall of Fame en hij kreeg ook de Edward J. Neil Trophy in 1945. Zijn leven als politicus en burgemeester werd ook verfilmd, met de film Beau James uit 1957 van Melville Shavelson met Bob Hope die hem impersoneerde in de hoofdrol. Ook Dean Martin eerde hem als burgemeester met het nummer Beau James. Van 1969 tot 1970 liep de musical Jimmy op Broadway met ook Walker als burgemeester, vertolkt door Frank Gorshin, en Anita Gillette (als Betty Compton) en Julie Wilson als vrouwelijke hoofdrollen.
- Bibliothèque nationale de France: cb14941728n (data)
- Gemeinsame Normdatei: 122018893
- International Standard Name Identifier: 0000 0000 3856 8356
- Library of Congress Control Number: no93003025
- Nationale Bibliotheek van Polen: a0000003377948
- SNAC: w6br8sv8
- Système universitaire de documentation: 093646186
- Virtual International Authority File: 47633202
- WorldCat: E39PBJbtjX46FTg7McKHjr8KVC